# رنگ رنگ، از همه رنگ
رنگ رنگ، از همه رنگ یک مجموعه تلویزیونی محصول سال ۱۳۷۸ به کارگردانی تلویزیونی احمد صمصام شریعت، کارگردانی هنری مجید رزاز، نویسندگی نغمه ثمینی و تهیه‌کنندگی مریم السادات میرمعصومی می‌باشد که از برنامه کودک و نوجوان شبکه یک پخش شد.
این برنامه ویژه کودکان و نوجوانان بوده که به صورت عروسکی اجرا شده و دارای پیام آموزشی برای کودکان و نوجوانان نیز دارای وله‌های انیمیشن است.

## بازیگران
- آرمین ابراهیمی
- پرتو نیلی‌پور
- پری کربلایی
- فروغ میرفندرسکی
- مجید رزاز
- محمدرضا گوهرمنش
- مریم قربانی